# Jiří Suchý z Tábora
Jiří Suchý z Tábora (* 2. února 1988 Tábor) je český herec a scenárista.

## Vzdělání a cesta k divadlu
Ve třinácti letech si uvědomil, že ho herectví baví, a proto začal hrát s táborskými ochotníky (zde účinkoval například v Maryše bratří Mrštíků, v Tylově Paličově dceři nebo v Goldoniho Vějíři). Následně chodil do dramatického kroužku v Bechyni, kde se připravoval i na přijímací zkoušky na konzervatoř a DAMU. Ve 3. ročníku gymnázia, kdy mu bylo 17 let, se na DAMU na obor činoherní herectví na první pokus dostal. Jeho hereckými pedagogy byla Miroslava Pleštilová, Michal Pavlata a Jaroslava Adamová, která zásadním způsobem určila jeho vnímání divadla.
Na DAMU absolvoval v roce 2010 (obor činoherní herectví) a bezesporu se stal jedním z nejvýraznějších absolventů hereckého ročníku 2009/2010. Během studií vytvořil na DAMU mnoho hlavních rolí – Hamleta ze stejnojmenné Shakespearovy hry, Kazimíra v Horváthově hře Kazimír a Karolína, Mikoláše ve Vančurově díle Markéta, dcera Lazarova nebo Trepleva v Čechovově hře Racek.

## Divadlo
Ve třetím ročníku DAMU účinkoval v inscenaci Měsíc na vsi ve Švandově divadle (režie: Radovan Lipus), kde ztvárnil hlavní roli Běljajeva.
V roce 2008 založil spolu se spolužáky z DAMU Milanem Šotkem a Igorem Orozovičem Cabaret Calembour. Tento divadelní soubor se zaměřuje na původní uměleckou tvorbu a rozvíjí tradice českého literárního kabaretu.
Od podzimu 2010 působil tři sezony v Moravském divadle Olomouc, kde nazkoušel celkem patnáct inscenací. V srpnu 2013 nastoupil na dvě sezony do Jihočeského divadla v Českých Budějovicích. Ve dvou inscenacích, které zde nastudoval, hostuje dodnes (Zavolejte Jeevese a Pes baskervillský). Od 1. ledna 2016 do 31. července 2019 byl členem Činohry Národního divadla v Praze.
V letech 2015–2019 hostoval v Městských divadlech pražských v roli poručíka Davida ve hře Na miskách vah (režie: Petr Svojtka). V současnosti hostuje v Národním divadle Brno, v Národním divadle v Praze a v Jihočeském divadle v Českých Budějovicích.

### CC - Cabaret Calembour
Cabaret Calembour je divadelní soubor, který Jiří Suchý z Tábora založil spolu s Milanem Šotkem a Igorem Orozovičem.  První veřejná produkce Cabaretu Calembour – premiéra Čertovské kvidoule - se uskutečnila v květnu 2009. U příležitosti desátého výročí založení vyšla souboru v roce 2018 v nakladatelství Paseka kniha s názvem Cabaret Calembour: Všechno nejlepší 2008 – 2018. Na konci roku 2021 vydali také své první CD s názvem KONCCERT.
- Čertovská kvidoule (premiéra 2009)
- Vrubel – Borůvčí (premiéra 2009)
- Kvidoule 3+KK (premiéra 2015)
- Čepelín, Kudlič, Vypravěč (René Fousek) - Triptychon_di_voce /Večer roztrhaný na kusy/ – tři kabaretní zpěvohříčky („Věstonická nevěsta“, „Kudlič se vrací“, „Opera Streptokok“) (premiéra 2017)
- Jaroslav Karuzelský - Plejtvák /Hra, jíž chybí sedm obrazů/ (premiéra 2013)
- Kalavečer Kalambúr (premiéra 2011)
- Sbor - Cvidoule di campo (premiéra 2010, obnovená premiéra 2018)
- Kvidoule IV. (premiéra 2019)

### Švandovo divadlo
Už během studií na DAMU – konkrétně ve 3. ročníku – byl Jiří Suchý z Tábora obsazen do hlavní role do inscenace Měsíc na vsi. Ta měla v režii Radovana Lipuse premiéru ve Švandově divadle 10. ledna 2009.
- Alexej Nikolajevič Běljajev, student, Koljův učitel – Měsíc na vsi[14] (2009)

### MDO - Moravské divadlo Olomouc
Od podzimu 2010 působil tři sezony v souboru činohry Moravského divadla Olomouc (nabídku sem dostal ještě před absolutoriem na DAMU). V angažmá zde spolu s ním byli v té době i jeho spolužáci Ivan Dejmal (rovněž člen hereckého souboru) a Milan Šotek (dramaturg činohry). Jiří Suchý z Tábora zde nastudoval celkem patnáct inscenací, včetně jedné operní (Prodaná nevěsta) a jedné baletní – do Snu Noci svatojánské namluvil hlas Puka.
- Jimmy Cagney - Shakespeare v Hollywoodu (2010)
- Sam Warner - Shakespeare v Hollywoodu (2010)
- Komediant - Prodaná nevěsta (2010)
- Tovaryš - Prodaná nevěsta (2010)
- Angelo, náměstek knížete - Neco za něco[15] (2011)
- Villy Roškot - Měsíc nad řekou (2011)
- Kristián, syn hraběte - Markéta Lazarová (2011)
- Nemravná píseň (2011)
- Kohout - My se vlka nebojíme (2011)
- Lišák - My se vlka nebojíme (2011)
- Bobr - My se vlka nebojíme (2011)
- Kalil - Arabská noc (2011)
- Hlas Puka - Sen noci svatojánské (2011)
- Trevor - Když se zhasne (2012)
- Ragnar Brovik - Stavitel Solness (2012)
- Ženich - Krvavá svatba[16] (2012)
- David - Láska a peníze[17] (2012)
- Mladý muž - Periferie (2013)
- Dramatik - Rej (2013)

### Jihočeské divadlo v Českých Budějovicích
V srpnu 2013 nastoupil na dvě sezony do angažmá do Jihočeského divadla v Českých Budějovicích. V tomto divadle nastudoval role v osmi inscenacích (v některých dokonce více různých rolí) a v dalších čtyřech role převzal během angažmá (Tři mušketýři, Tlustý prase, Škola základ života a _Dekameron). Během tohoto angažmá získal dvě Jihočeské Thálie za rok 2015 – cenu od odborné poroty i diváckou cenu.
Od srpna 2015 zde působí jako host – aktuálně zde účinkuje v inscenacích Zavolejte Jeevese a Pes Baskervillský (uváděno na Otáčivém hledišti v Českém Krumlově).
- Král Ludvík XIII. - Tři mušketýři (2001)
- Krásní mladí lidé - Tlustý prase (2006)
- Tonda Holous, footballový idiot / Daniel Boukal, básník a estét – Škola základ života (2012)
- Giovanni, oklamaný ženich - _Dekameron (2012)
- Jan - Advent (2013)
- Lukáš - Blackout (2014)
- 1. muž - Yerma (2014)
- Theo - Louis a Louisa (2014)
- Bucifal – Bambini di Praga (2015)
- Viktor – Poker face (2015)
- Bertie Wooster - Zavolejte Jeevese (2015)
- Sherlock Holmes / Sir Henry Baskerville - Pes Baskervillský[20] (2015)

### MDP - Městská divadla pražská
V Městských divadlech pražských dosud nastudoval jednu inscenaci (původně sem měl jít do angažmá, ale nakonec dal přednost nabídce z Národního divadla). V letech 2015–2019 zde hostoval v inscenaci Na miskách vah (režie: Petr Svojtka).
- Poručík David Wills – Na miskách Vah (2015)

### ND - Národní divadlo v Praze
Od ledna 2016 do července 2019 byl členem Činohry Národního divadla. Účinkoval zde ve třinácti inscenacích a v sedmi dalších projektech (zejména v rámci série kabaretních večerů „Nová krev“ uváděných na Nové scéně). Mezi jeho nejvýznamnější role v Národním divadle patří Demetrius v Shakespearově Snu čarovné noci, Bingley v inscenaci Pýcha a předsudek, Císař ve Faustovi nebo Ferenze v Netrpělivosti srdce. V současnosti zde působí jako host – dohrává v inscenaci Sen čarovné noci.
- Pavel Kožený - Naši furianti (2016; premiéra byla v roce 2004, do inscenace však Jiří Suchý z Tábora naskočil až v roce 2016)
- Nalejváček - Strakonický dudák aneb Hody divých žen (2016; premiéra byla v roce 2014, do inscenace však Jiří Suchý z Tábora naskočil až v roce 2016)
- Chléb, Jedle, Bratříček, který se narodí - Modrý pták (2016; premiéra byla v roce 2015, do inscenace však Jiří Suchý z Tábora naskočil až v roce 2016)
- Zdeno - Noc českých a slovenských autorů (2016)
- Vlastenka / vlastenec u zadního vchodu - Nová krev – Zábor (2016)
- Demetrius - Sen čarovné noci (2016)
- Bartl, a mnohé jiné - V rytmu swingu buší srdce mé (2016; premiéra byla v roce 2015, do inscenace však Jiří Suchý z Tábora naskočil až v roce 2016)
- Mr. Stížnost - Nová krev – Sestava 2 (2016)
- Bingley - Pýcha a předsudek (2016)
- Mrtvý bratr ženicha - Krvavá svatba (2017)
- Kárl z Birkenštajnu - Mlynářova opička (2017)
- Caleb Prosser (Australan) - Na moři, zírám nahoru (2017)
- Moderátor - Nová krev – sestava 5 / Best of (2017)
- Otec - Nová krev – Volný styl / Piš hru! Aneb Noc autorů (2017)
- Anděl - Nová krev – Živý Betlém (2017)
- Císař - Faust (2018)
- Účinkující - Nová krev – Piš hru! (2018)
- Ferenz - Netrpělivost srdce (2018)
- Jirka - Zbyhoň![21] (2018)
- Akast - Misantrop[22] (2019)

### Činohra 16-20
Na podzim roku 2018 nastudoval roli Petra v inscenaci spolku Činohra 16-20 s názvem Ze života loutek (podle stejnojmenné povídky Ingmara Bergmana). Tato inscenace se uváděla v divadle Kolowrat a režíroval ji Štěpán Pácl, se kterým se později ještě několikrát při společné práci setkal – zejména v činohře Národního divadla Brno.
- Peter Egermann – Ze života loutek (2018)[24]

### NdB - Národní divadlo Brno
Jiří Suchý z Tábora v poslední době pravidelně hostuje v Národním divadle Brno – v Mahenově divadle i v divadle Reduta. Jeho první inscenací, kterou zde nazkoušel, byla Lucerna v režii Štěpána Pácla, v níž ztvárňuje roli Mlynáře. Režisér Štěpán Pácl ho o rok později obsadil také do role Trigorina do své inscenace Čechovova Racka (tuto inscenaci dozkoušel v lednu 2021, ale k její premiéře došlo vlivem pandemie covidu-19 až 7. září 2021). Zatím poslední inscenací, kterou zde Jiří Suchý z Tábora nastudoval, je Molièrův Amfitryon. V této inscenaci hraje roli boha Jupitera.
- Mlynář – Lucerna (2019)
- Trigorin – Racek (2021)
- Jupiter – Amfitryon (2021)

## Scenáristická tvorba
Mimo herectví se příležitostné věnuje scenáristice pro televizi. Jeho první profesionální prací pro televizi byl scénář k seriáu Gympl s ručením omezením (napsal skoro celou sérii seriálu - 13 dílů). Na to navazovalo psaní scénáře pro seriál Vinaři – zde napsal celkem čtyři díly. Dále se scenáristicky podílel na seriálech Jetelín (3 díly), Ohnivý kuře (5 dílů), Modrý kód (více než 30 dílů), Sestřičky (7 dílů), 1. mise (dosud 11 dílů) a Dobré zprávy (2 díly).
S Ladislavem Karpianem napsal pro Martina Pechláta, Lucii Roznětínskou a Gabrielu Míčovou divadelní hru Duende, která se uváděla na půdě Divadla Na zábradlí.

## Film a televize
Před kamerou se představil ve filmech Anglické jahody, Micimutr a v seriálech Clona, Ordinace v růžové zahradě, Polda a Slunečná. V roce 2019 byl obsazen do role policejního náměstka v minisérii Viktora Tauše Zrádci.

#### Filmy
- Anglické jahody[26] (2008)
- Micimutr[27] (2011)
- Hudební film Tomáše Kluse[28] (2021)

#### Seriály
- Ordinace v růžové zahradě[29] (2005)
- Clona[30] (2014)
- Polda[31] (2017) - díl Půlnoční striptýz
- Policejní náměstek - Zrádci (Nelegál) (2020)
- Lékař Jiří - Slunečná[32] (2021) - díly Tři kulky, Láska za milion, Když kulky osobně jmenují, Vyčerpání

| Rok  | Název                              | Role               | Poznámky                                                                                 |
| ---- | ---------------------------------- | ------------------ | ---------------------------------------------------------------------------------------- |
| 2005 | Ordinace v růžové zahradě          |                    | televizní seriál                                                                         |
| 2008 | Anglické jahody                    |                    | film                                                                                     |
| 2010 | Historické minipříběhy a kuriozity | moderátor          | televizní pořad                                                                          |
| 2011 | Micimutr                           |                    | film                                                                                     |
| 2014 | Clona                              |                    | televizní seriál                                                                         |
| 2017 | Polda                              |                    | televizní seriál; díl Půlnoční striptýz                                                  |
| 2020 | Zrádci                             | policejní náměstek | televizní seriál                                                                         |
| 2021 | Slunečná                           | lékař Jiří         | televizní seriál; díly: Tři kulky, Láska za milion, Když kulky osobně jmenují, Vyčerpání |
| 2021 | Hudební film Tomáše Kluse          |                    | film                                                                                     |

## Rozhlas a audioknihy
Pro Český rozhlas napsal minutovou hru Marta a Klement. S Milanem Šotkem napsal rovněž pro Český rozhlas v rámci projektu Bleskový kabinet hříčku Sweet Dreams of Sweet Sixteen. Je jedním z herců, kteří tradičně účinkují v rozhlasovém seriálu Historie Českého zločinu. Natočil například díly Na dosah ruky, Železný muž, Draze placený výlet do Ria aj. V roce 2018 účinkoval spolu s kolegy z Cabaretu Calembour v rámci rozhlasového cyklu Kabaret v éteru v pořadech s názvem Kalavečer na vlnách a Průvodce mladého člověka kávou.
Dále pro rozhlas natočil například Pohádku měsíce Ledna (vypravěč), pětidílný seriál Případů se ujímá Jeeves (Bertie Wooster), Operní panorama Heleny Havlíkové (recitace) nebo Brazílii (Michael).
Jeho hra Řečiště získala v roce 2013 v Cenách Alfréda Radoka Zvláštní cenu Českého rozhlasu Vltava a byla natočena s Danielou Kolářovou v hlavní roli Paní A. Daniela Kolářová získala právě za ztvárnění této postavy ve hře Řečiště 2. místo v anketě Neviditelný herec za rok 2016. V roce 2015 byl nominován na cenu Neviditelný herec i sám Jiří Suchý z Tábora, konkrétně za výkon ve hře Miky Mistr DJ. Na tuto prestižní cenu byl nominován také v roce 2018 - za roli Bertieho Woostera v seriálu Případů se ujímá Jeeves.
Jiří Suchý z Tábora také s úspěchem spolupracuje s celou řadou vydavatelů audioknih. V roce 2018 natočil pro vydavatelství Tympanum audioknihu podle knihy Agathy Christie Hadí doupě. S OneHotBook spolupracoval jako jeden z hlasů na audioknihách Pán věže a Královna ohně (dva díly z trilogie fantasy ságy Stín krkavce), s Témbrem na zvukové podobě knihy Thea Addaira Muffin a čaj (dvě CD - Muffin a čaj a Koláčky a Spiklenci), na CD povídek Nejkrásnější dárek a také na četbě jednoho z dílů sci-fi série Smrtka od Neala Shustermana (Nimbus) a pro Supraphon se podílel na projektu podporujícím dětskou literaturu Pohádkovník; pro děti natočil například audioknihu pohádek bratří Čapků Dětem nebo O zoubkové víle a další pohádky. Pro Booktook.cz namluvil knihu Jeho banán. V roce 2019 se podílel na CD s hudební pohádkou Uhlíř, princ a drak, kterou napsala a režírovala zpěvačka Radůza. Tuto pohádku vydal Supraphon stejně jako audioknihu Vekslák (podle stejnojmenného kultovního románu Pavla Frýborta), kterou načetl v roce 2021. V roce 2020 natočil pro Český rozhlas Vltava rozhlasovou hru založenou románu Velký Gatsby, kterou následně vydal na CD Radioservis. Pro toto vydavatelství se podílel také na audioknize Žebrácká opera.

## Moderování
Pro Českou televizi v roce 2010 moderoval Historické minipříběhy a kuriozity (cyklus zajímavostí v příbězích a pověstech o cekem 13 dílech). V roce 2016 moderoval s Igorem Orozovičem a Milanem Šotkem pro Českou televizi přímý přenos Cen Ministerstva kultury 2016.

## Ocenění
Jiří Suchý z Tábora dosud obdržel za své umělecké výkony a svou tvorbu několik ocenění. Dvakrát byl nominován na cenu Neviditelný herec (v roce 2015 za výkon ve hře Miky Mistr DJ a v roce 2018 za výkon v seriálu Případů se ujímá Jeeves). Jeho rozhlasová hra Řečiště získala v roce 2013 zvláštní cenu ČRo Vltava v Dramatické soutěži o Cenu Alfréda Radoka a o tři roky později za ni představitelka hlavní protagonistky Paní A, Daniela Kolářová, získala 2. místo v anketě Neviditelný herec.
Získal dvě Jihočeské Thálie za rok 2015 – cenu od odborné poroty i diváckou cenu. Za tento rok získal i Cenu Stanislavy Součkové a Karla Rodena za roli Bertieho v inscenaci Zavolejte Jeevese.
Soubor Cabaret Calembour, jehož je Jiří Suchý z Tábora základajícím členem, získal dvakrát cenu Český tučňák v oboru Mladé divadlo (v roce 2010 a v roce 2012). Autorská hra Cabaretu Calembour s názvem Plejtvák získala Cenu Alfréda Radoka v kategorii Nejlepší původní česká hra roku 2013.